# Неліпинська сільська територіальна громада
Неліпинська сільська громада — територіальна громада в Україні, в Мукачівському районі Закарпатської області. Адміністративний центр — село Неліпино.
Утворена 12 червня 2020 року шляхом об'єднання Неліпинської і Ганьковицької сільських рад Свалявського району.

## Населені пункти
У складі громади 4 села:
- Неліпино
- Вовчий
- Ганьковиця
- Сасівка